# 華盛頓 (麻薩諸塞州)
華盛頓（英語：Washington）是一個位於美國麻薩諸塞州伯克夏縣的鎮。

## 人口
根據2020年美國人口普查的數據，華盛頓的面積為100.50平方千米，當中陸地面積為98.40平方千米，而水域面積為2.10平方千米。當地共有人口494人，而人口密度為每平方千米5人。